# Cogomina
|  | Aquest article tracta sobre l'espècie Lepiota cristata, la representativa dels bolets coneguts com a Cogomina. Per a d'altres espècies que reben aquests nom comú vegeu Cogomina (desambiguació). |

La cogomina (Lepiota cristata), també coneguda com a paloma petita o paloma pudent, és un  bolet del gènere Lepiota dins de l'ordre Agaricals i és l'espècie més distintiva del grup de les cogomines.
Pot trobar-se en zones d'arbusts, herba o boscos d'Europa i Amèrica del Nord. És una espècie freqüent, i el seu cos fructífer aflora en grups, durant l'estiu i la tardor. L'epítet específic, en llatí, cristata significa "que té cresta o plomall". És tòxic, no comestible.
Quan es desenvolupa, el basidiocarp d'aquest fong presenta un píleu petit, d'entre 2 i 5 centímetres, inicialment de forma cònica, aplanant més tard, quedant un mamelló central molt prominent. Les làmines són lliures, molt juntes, fines i ventrudes, de color blanc o groc. L'estípit és buit, amb una longitud d'entre 4 i 6 centímetres i un diàmetre d'uns 0,8 centímetres, de forma cilíndrica. És blanc, i presenta un color rosat a la base. En exemplars joves es pot apreciar l'anell, membranós i gairebé sempre absent quan el bolet madura. L'espora és blanca, i la seva carn és d'aquest mateix color, amb olor molt forta i repulsiva.
Es diferencia de Lepiota clypeolaria en què el peu de la Lepiota cristata no presenta un peu d'estructura fibrosa. És possible confondre-la amb la poc freqüent, i també verinosa, Lepiota helveola, que és més fosca i està coberta d'escates gairebé íntegrament i la seva carn es tenyeix d'un color vermellós.